# StarCraft II World Championship Series
StarCraft II World Championship Series (сокр. WCS) — чемпионат мира по StarCraft II, серия киберспортивных соревнований, спонсируемых Blizzard Entertainment, заканчивающаяся финальным турниром, проводящимся в рамках выставки BlizzCon (кроме 2012 года, когда финал прошёл в Шанхае). Проводился ежегодно с 2012 по 2019 год. С 2020 года проводится чемпионат ESL Pro Tour.
С 2013 года мир был разбит на регионы. Победители региональных турниров получали рейтинговые очки. В конце года 16 игроков, набравших наибольшее число очков (с 2015 года — наибольшее количество очков в своих регионах и победители самых престижных турниров) проходили на финальную стадию чемпионата. Начиная с 2017 года призовой фонд частично набирался за счёт краудфандинга: в него переходила часть средств, вырученных с продажи косметических предметов в игре.

## История
Несмотря на то, что игра StarCraft: BroodWar обрела огромную популярность в качестве киберспортивной дисциплины в Южной Корее, Blizzard Entertainment не имела с этого никакой прямой выгоды, не считая рекламы игры. Во время выхода StarCraft II частью стратегии Blizzard было установление контроля над киберспортом: в игре отсутствовала возможность игры по локальной сети, благодаря чему все турнирные партии проводились на серверах Blizzard, а само проведение турниров регулировалось лицензионным соглашением. При поддержке GomTV, получившем эксклюзивные права на трансляцию турнира, была организована Global StarCraft II League; в остальном мире возникло множество крупных сторонних турниров, в том числе Major League Gaming, North American Star League, IGN ProLeague, DreamHack и ESL. Blizzard не вмешивались в организацию турниров, однако взимали плату за их проведение. Такой подход вызвал множество проблем: турниры сильно различались по качеству и методам организации; часто пересекались по времени, конкурируя за зрительское внимание; кроме того, без единого рейтинга было невозможно определить лучшего игрока в мире. К 2012—2013 годам это привело к упадку StarCraft II как киберспортивной дисциплины.
В 2012 году было объявлено о создании Battle.net World Championship Series, частью которого являлся чемпионат мира по StarCraft II, названный 2012 StarCraft II World Championship Series. В 28 странах были организованы национальные турниры, победители которых проходили на континентальные финалы, а затем — на мировой финал, проведённый в Шанхае.
В 2013 году, после выхода Heart of the Swarm, при поддержке ведущих киберспортивных организаций была введена единая рейтинговая система по StarCraft II. В трёх крупнейших киберспортивных регионах — Корее, Америке и Европе, — были организованы турниры, поделённые на сезоны по формату GSL. Занимая высокие места в киберспортивных соревнованиях — как в мероприятиях WCS, так и в сторонних турнирах — участники получали очки WCS; 16 игроков, набиравших наибольшее число очков за год, получали право выступить на финале. Финал 2013 года был проведён на возобновившейся выставке BlizzCon (в 2012 году выставка не проводилась) и транслировался на Twitch в рамках партнёрского соглашения.
Поскольку WCS позиционировался как глобальное соревнование, Blizzard хотели поощрить перелёт киберспортсменов в соседние регионы. Это привело к тому, что американские и европейские соревнования были заполонены корейскими киберспортсменами, игравшими значительно лучше остальных участников. В 2013 году 15 из 16 участников финала были корейцами; в 2014 году финалистов из других стран не было вообще. Подобный расклад, с одной стороны, вызвал снижение интереса к соревнованиям у западной аудитории, с другой — упадок киберспорта в Южной Корее, где наблюдался массовый отток талантов. Кроме того, перенасыщение регионов «официальными» соревнованиями привело к закрытию независимых турниров, что, в свою очередь, повлекло снижение гонораров киберспортсменов и закрытие киберспортивных команд.
В 2015 году была введена региональная блокировка, существенно снизившая количество корейских участников на европейских и американских соревнованиях. Кроме того, была обеспечена возможность калиброваться в регионах, которых до этого обходили стороной крупные соревнования, — Латинской Америке и Океании.
В 2016 году, с выходом нового дополнения игры, Legacy of the Void, рейтинговая система WCS была разбита на две: WCS Korea и открытый рейтинг WCS (англ. WCS Circuit Standings). WCS Korea рассчитана на игроков высшего уровня и потому открыта для всех желающих, а WCS Circuit Standings рассчитана на звёзд региональных турниров по всему миру и охраняется региональной блокировкой. В конце года право на участие в финальном чемпионате получили 8 игроков из WCS Korea и 8 игроков из WCS Circuit Standings: со стороны Кореи — два победителя Global StarCraft II League, два победителя StarCraft II StarLeague и 4 игрока с наивысшим рейтингом, а со стороны открытого рейтинга WCS — победители зимнего, весеннего и летнего чемпионатов WCS, а также 5 игроков с наивысшим рейтингом.
В 2017 году система не претерпела существенных изменений. При помощи DreamHack было организовано 4 турнира в открытом рейтинге, победители которых получали приглашение на финал. В корейском регионе отборочными турнирами стали Intel Extreme Masters в Кёнгидо и три сезона GSL. Кроме того, приглашение на финал получил победитель Intel Extreme Masters в Катовице, участие в котором было открыто для обоих регионов. Оставшиеся места были распределены между игроками с наивысшими рейтингами в своих регионах. Финальный турнир, как и в прошлые годы прошедший на BlizzCon, был организован при поддержке Electronic Sports League.
Значимым нововведением 2017 года является введение трофейного фонда (англ. War Chests) — приобретаемых предметов в StarCraft II, 25 % выручки с которых идёт на повышение призового фонда. Кроме того началась поддержка трансляций соревнований на региональных языках.
Система осталась прежней и в 2018 году. В 2019 году система претерпела незначительные изменения: разделение на открытый и корейский рейтинг осталось, однако один из турниров был заменён на онлайн-турнир WCS Winter.
В 2020 году было объявлено о завершении World Championship Series. На смену пришла серия турниров ESL Pro Tour, организуемая Electronic Sports League при сотрудничестве с DreamHack и финансовой поддержке Blizzard Entertainment. Отборочные чемпионаты будут проводиться в рамках турниров DreamHack под эгидой DreamHack Masters, а чемпионатом мира становится Intel Extreme Masters Katowice. Также был организован аналогичный чемпионат по Warcraft III: Reforged.

## Результаты
| Год              | Победитель                                  | Счёт | Второе место                                | Источник |
| ---------------- | ------------------------------------------- | ---- | ------------------------------------------- | -------- |
| 2012 (подробнее) | Вон «PartinG» Ли Сак (п) · Республика Корея | 4:2  | Чан «Creator» Хён У (п) · Республика Корея  | [ 13 ]   |
| 2013 (подробнее) | Ким «sOs» Ю Джин (п) · Республика Корея     | 4:1  | Ли «Jaedong» Дже Дон (з) · Республика Корея | [ 14 ]   |
| 2014 (подробнее) | Ли «Life» Сын Хён (з) · Республика Корея    | 4:1  | Мун «MMA» Сон Вон (т) · Республика Корея    | [ 15 ]   |
| 2015 (подробнее) | Ким «sOs» Ю Джин (п) · Республика Корея     | 4:3  | Ли «Life» Сын Хён (з) · Республика Корея    | [ 16 ]   |
| 2016 (подробнее) | Пён «ByuN» Хён У (т) · Республика Корея     | 4:2  | Пак «Dark» Риюнг У (з) · Республика Корея   | [ 17 ]   |
| 2017 (подробнее) | Ли «Rogue» Бён Рёль (з) · Республика Корея  | 4:2  | О «soO» Юн Су (з) · Республика Корея        | [ 18 ]   |
| 2018 (подробнее) | Йоона «Serral» Сотала (з) · Финляндия       | 4:2  | Ким «Stats» Дэ Ёп (п) · Республика Корея    | [ 19 ]   |
| 2019 (подробнее) | Пак «Dark» Риюнг Ву (з) · Республика Корея  | 4:1  | Риккардо «Reynor» Ромити (з) · Италия       | [ 20 ]   |